# نورایر مناتساکانیان
نورایر مناتساکانیان (ارمنی: Նորայր Համբարձումի Մնացականյան؛ ۷ ژانویهٔ ۱۹۲۳ – ۲۵ مارس ۱۹۸۶) یک خواننده و بازیگر اهل ارمنستان بود.

## زندگی‌نامه
وی در ۷ ژانویهٔ ۱۹۲۳ در ایروان به دنیا آمد و از دانشگاه دولتی ایروان فارغ‌التحصیل گشت. همچنین برندهٔ جوایزی همچون هنرمند شایسته ارمنستان شوروی شده‌است. وی در ۲۵ مارس ۱۹۸۶ در سن ۶۳ سالگی در ایروان درگذشت.

## گزیده فیلمشناسی
از فیلم‌ها یا برنامه‌های تلویزیونی که وی در آن نقش داشته‌است می‌توان به چشمه هغنار اشاره کرد.

## جستارهای ویژه
- فهرست خوانندگان ارمنی
- فهرست بازیگران ارمنی